# Шаламун, Томаж
Томаж Шаламун (словен. Tomaž Šalamun; 4 июля 1941, Загреб — 27 декабря 2014) — словенский поэт, опубликовал 34 книги стихов на словенском языке.

## Биография
Родился в Загребе, но вскоре его семья переехала в Любляну, где он окончил Люблянский университет по истории искусств. Его первые стихи были опубликованы в 1963 в журнале «Перспектива», где Шаламун работал редактором. Реакция на его стихи со стороны коммунистических властей была столь острой, что журнал закрыли, а сам Шаламун был арестован. Благодаря вмешательству общественности, через несколько дней его выпустили. В 1969 он работал в качестве стажера в Музее современного искусства (Любляна). В 1970-х годах много путешествовал.
Его литературные труды не раз были отмечены как на родине, так и за рубежом.
В 1996—1999 годах был словенским атташе по культуре в Нью-Йорке.
Жил в Любляне.

## Публикации на русском языке
- Стихи в переводе Анатолия Кудрявицкого
- [www.stihi.ru/2004/03/01-611 Стихи в переводе Жанны Перковской]